# Bruno Marie Duffé
Bruno Marie Duffé (Lyon, 21 de agosto de 1951) é um ministro católico romano francês e ex-secretário do Dicastério para o Desenvolvimento Humano Integral da Cúria Romana.
Em junho de 1981, Bruno Marie Duffé recebeu o Sacramento da Ordem pela Arquidiocese de Lyon. Depois de um breve período no ministério paroquial, em 1982 tornou-se professor de teologia moral e doutrina social da Igreja na Faculdade de Teologia da Universidade Católica de Lyon. De 1985 a 2004 foi cofundador e diretor do Instituto de Direitos Humanos da mesma universidade. Em 1996 ele recebeu seu doutorado em filosofia jurídica e ética social. A partir de 2005 foi Professor de Ética Social e de Saúde no Centro Regional de Tratamento do Cancro Léon Bérard em Lyon.
Em 16 de junho de 2017, o Papa Francisco o nomeou secretário do Dicastério para o Desenvolvimento Humano Integral. Em 26 de agosto de 2021, ele e o secretário adjunto do Dicastério, Augusto Zampini-Davies, foram substituídos por Alessandra Smerilli e o retorno à diocese de origem foi anunciado.